# 王信忠
王信忠（1909年—?）笔名王迅中，江苏南通人。中国日本史专家。

## 生平
1924年，王信忠考入江苏省第一师范学校第21届师范本科，后于1927年7月毕业。此后，他考入清华大学历史系，后来入清华大学研究生院，师从蒋廷黻，专研日本史、中日外交史。毕业后，清华大学公费派其赴日本东京学习。在日本，他在东京帝国大学攻读政治学学位，并且熟悉了日本政界。
归国后，王信忠任清华大学历史系教授。抗日战争爆发后，王信忠任西南联合大学历史系教授，讲授中日外交史，其间和陈省身、华罗庚住在一间宿舍。同时，他还是昆明“《今日评论》社”成员。《今日评论》是西南联合大学教授在昆明最早创办的政论刊物，其后则是《当代评论》。王信中既是该二刊物的主要撰稿人，又是在昆明各报刊上发表日本评论最多者。
1943年8月10日，王信忠离开昆明。8月9日，《云南日报》发表消息《王迅中教授赴美考察》称其“奉令赴美考察”，“出国期间约两年”。此后，王信忠在美国居住。何炳棣曾提及自己在哥伦比亚大学附近的房子，为1947年王信忠转让予他的。后来，他还是《观察》杂志的“撰稿人”之一。

## 著作
- 王迅中，中日甲午战争之外交背景，清华大学，1937年
- 王迅中、杨凤岐译，欧洲近世史及现代史，商务印书馆，1939年
- 王迅中，日本历史概说，重庆正中书局，1942年
- 王迅中，南进声中的日寇诡谋，今日评论第五卷第八期，1941年3月2日
- 王迅中，三国同盟与中日
- 王迅中，十年来的中日关系
- 王迅中，日本军部与元老重臣
- 王迅中，欧战爆发后敌国外交的动向
- 王迅中，敌国内政外交的动向
- 王迅中，日本外交政策的检讨
- 王迅中，日本新阁的动向及对欧战的态度
- 王迅中，日本内阁的更迭与今后的政局
- 王迅中，论日苏关系
- 王迅中，日本参加欧战问题
- 王迅中，近卫第三次内阁
- 王迅中，阿部新阁的出路
- 王迅中，卷土重来的日寇对华攻势